# Altadis
Altadis — табачная компания, третий по размеру производитель сигарет в Западной Европе. Появилась в результате слияния в 1999 году бывшей испанской табачной монополии «Tabacalera» и бывшей французской табачной монополии «SEITA». Приобретена транснациональной корпорацией «Imperial Tobacco» в феврале 2008 года.